# Ghost Shark (drone)
Le Ghost Shark (en français : requin fantôme) également connu sous le sigle « XL-AUV » (pour eXtra-Large Autonomous Underwater Vehicle, en français « véhicule autonome sous-marin extra-grand ») est un drone sous-marin furtif en cours de développement par Anduril Industries pour la Royal Australian Navy. Il est conçu pour être capable d'effectuer des missions autonomes en utilisant l'intelligence artificielle.

## Développement
Le Ghost Shark est développé par Anduril Industries, une start-up spécialisée dans les technologies de défense, via sa filiale en propriété exclusive Anduril Australia. Le fondateur d’Anduril est Palmer Luckey, le pionnier de la réalité virtuelle, concepteur du casque Oculus, aujourd’hui propriété de Facebook. Luckey a vendu la société Oculus VR au géant des médias sociaux pour 2,3 milliards de dollars en 2014. En 2017, Luckey a fondé la start-up d’armement Anduril, qui tire son nom d’une épée de fiction de la saga Le Seigneur des anneaux de J. R. R. Tolkien. Sur le site web de l’entreprise, Luckey dit avoir formé Anduril pour « transformer radicalement les capacités de défense des États-Unis et de leurs alliés, en combinant l’intelligence artificielle avec les derniers développements des matériels ». Anduril a l’ambition de devenir un important entrepreneur de défense de haute technologie. L’entreprise est basée à Costa Mesa, en Californie, et elle emploie aujourd’hui plus de 1 800 personnes aux États-Unis, au Royaume-Uni et en Australie. Anduril a déjà remporté un contrat d’une valeur de près d’un milliard de dollars pour fournir au Commandement des opérations spéciales des États-Unis un système de lutte contre les drones, son plus grand succès commercial jusqu’à présent. Le ministère de la Défense britannique a également attribué à l’entreprise un contrat pour un système de défense de ses bases militaires.
Le projet est mené par Anduril pour la Royal Australian Navy (RAN) dans le cadre d’un partenariat entre Anduril Australia, la RAN et le groupe australien des sciences et technologies de la marine et de la défense, le Defense Science and Technology Group (DSTG),,, une agence d’État, selon le rapport de Gabriel Honrada dans l’Asia Times. Cette collaboration a été rendue possible grâce au Fonds pour les technologies de la prochaine génération. Le gouvernement australien a prévu de dépenser 140 millions de dollars australiens, (soit 100 millions de dollars américains),, pour réaliser ce programme sur une durée de trois ans, .
Le programme australien XL-AUV (Extra Large Autonomous Undersea Vehicle, en français « véhicule sous-marin autonome extra-grand ») vise à produire un véhicule sous-marin abordable, autonome et de longue endurance, qui pourra être adapté à une variété de missions militaires et non militaires,. Dans le cadre de ce projet, Anduril Industries doit concevoir, développer et fabriquer trois prototypes de véhicules sous-marins autonomes Ghost Shark, qui seront livrés au cours des trois prochaines années. Des scientifiques de la défense, du personnel de la Marine et des spécialistes de la robotique chez Anduril travailleront ensemble dans le cadre de cet accord cofinancé.

### Prototype
Le 12 décembre 2022, lors d’une cérémonie (sur invitation uniquement) tenue à Sydney, Anduril a dévoilé son premier prototype de drone sous-marin. En cette occasion, la Royal Australian Navy a révélé que le programme était officiellement nommé Ghost Shark,. Le premier prototype s'appelle le « Dive-LD », pour « Dive-Large Displacement » (en français : plongée, grand déplacement). Il s’agit d’un banc d'essai, qui sera utilisé à des fins de tests et d’expérimentation, pour le développement du futur drone sous-marin extra-grand (XL-AUV) qui lui succédera. Il s’agit d’un point de départ pour développer des logiciels, des techniques et tester des charges utiles, le tout dans le but d’adapter le robot à la taille nécessaire pour des opérations prolongées à grande profondeur. Le Dive-LD est plus petit que le Ghost Shark final à venir. Pourtant ce n’est déjà pas un petit drone : il mesure 5,8 mètres de long et a un diamètre de 1,2 mètre. Il pèse 2,8 tonnes. Il peut atteindre une vitesse de 13 km/h et peut « mener de manière autonome des missions jusqu’à 10 jours au fond marin jusqu’à 6 000 mètres de profondeur », a déclaré la société Anduril dans un communiqué. Son rayon d'action maximal est de 580 km. On peut supposer que des versions plus grandes seront encore plus performantes. Le prototype, dont la coque extérieure a été imprimée sur une imprimante 3D, peut atteindre des profondeurs stupéfiantes de 6 000 mètres. En effet, n’ayant pas besoin d’une coque pressurisée, il peut descendre à une beaucoup plus grande profondeur que les sous-marins habités actuellement en service. Les profondeurs maximales atteintes par les sous-marins militaires sont généralement des informations classifiées, mais des analystes navals ont déclaré à Reuters qu’elles se situent entre 300 et 900 mètres. La capacité de descendre à des profondeurs beaucoup plus grandes peut rendre un sous-marin plus difficile à détecter et à attaquer. La fabrication et les performances des sous-marins sont radicalement transformées par l’absence d’équipage, a expliqué le Dr Shane Arnott, vice-président principal de l’ingénierie chez Anduril,. « Une grande partie des systèmes des sous-marins (et des dépenses associées) est consacrée à la survie de l’équipage », a déclaré Arnott lors d’une interview qu’il a donnée dans les bureaux de l’entreprise à Sydney. Enlevez les hommes, et les sous-marins deviennent beaucoup plus faciles et moins chers à construire. Ainsi, le Ghost Shark n’a pas de coque pressurisée, cette enveloppe (généralement tubulaire) en acier à haute résistance qui protège l’équipage et les composants sensibles d’un sous-marin de l’énorme pression exercée par l’eau par grande profondeur. L’eau s’écoule librement à travers la structure du Ghost Shark. Cela signifie qu’Anduril peut en construire beaucoup, et rapidement. Et le Ghost Shark sera capable d’effectuer des manœuvres auxquelles aucun véhicule militaire conventionnel ne pourrait survivre, comme plonger à des milliers de mètres sous la surface de l’océan.

## Développements futurs
Le Dr Shane Arnott a déclaré que trois prototypes du XL-AUV seront livrés à la Royal Australian Navy sur trois ans. Chacun des trois prototypes sera itératif, c’est-à-dire que les capacités des systèmes varieront et évolueront progressivement à l’aide d’approches d’ingénierie agiles. « Nous ne construirons pas trois exemplaires du même véhicule », a déclaré le Dr Arnott. L’équipe XL-AUV espère avoir livré un prototype de Ghost Shark représentatif du modèle final de production d’ici la fin de l’année 2025,. Le véhicule sera alors prêt à être fabriqué en série.
Le chef des capacités de la marine, le contre-amiral Peter Quinn, qui a assisté à la cérémonie de présentation du Ghost Shark, a précisé qu'Anduril Australia créera à l'avenir une version plus grande du drone. Il a indiqué que le futur Ghost Shark final, dans sa version XL-AUV, aura la taille d’un autobus scolaire,, avec une longueur comprise entre 10 et 30 mètres, et pourra transporter des ogives,.
Le Ghost Shark aura la capacité de rester en mer sans être détecté pendant de très longues périodes, de transporter diverses charges utiles militaires et de couvrir de très longues distances », a déclaré le contre-amiral Peter Quinn. Il pourra agir dans des environnements à haut risque, complétant l’action des navires et sous-marins avec équipage existants, ainsi que d’autres futurs navires de surface sans équipage,. Selon le contre-amiral Peter Quinn, le futur sous-marin piloté par logiciel servira de démultiplicateur de forces pour la marine australienne. Une fois en service, les Ghost Sharks de l’Australie effectueront des opérations de renseignement, de surveillance, de reconnaissance et de ciblage. Les Ghost Sharks pourront opérer de concert avec les sous-marins habités australiens, aussi bien les actuels sous-marins diesel-électriques de la classe Collins que les futurs sous-marins nucléaires d’attaque prévus dans le cadre de l’accord de défense AUKUS, conclu avec les États-Unis et le Royaume-Uni. Les tensions avec la Chine dans la région indo-pacifique ne feront que s’accentuer dans les années à venir. Pour relever le défi de la montée en puissance de la Chine, la marine australienne se lance dans deux voies très différentes dans la technologie sous-marine avancée. L’une d’entre elles est coûteuse et lente : pour une nouvelle force de sous-marins d’attaque à propulsion nucléaire, le contribuable australien déboursera en moyenne plus de 28 milliards de dollars australiens (18 milliards de dollars américains) l’unité. Et le dernier de ces sous-marins n’arrivera pas avant le milieu du XXIe siècle. L’autre est bon marché et rapide : le lancement de trois sous-marins Ghost Sharks. La marine dépensera un peu plus de 23 millions de dollars australiens pour chacun d’entre eux, soit moins d’un dixième de 1 % du coût de chaque sous-marin nucléaire que l’Australie recevra. Et les Ghost Sharks seront livrés d’ici mi-2025. Les deux types de navires diffèrent nettement par leur complexité, leurs capacités et leurs dimensions. Le Ghost Shark sans équipage aura la taille d’un bus scolaire, tandis que les sous-marins nucléaires australiens auront la longueur d’un terrain de football, avec un équipage de 132 personnes.
Les Ghost Shark seront construits dans une usine secrète dans le port de Sydney, en étroite collaboration avec la marine australienne et les scientifiques de la défense. Des officiers vétérans de la marine affirment que des dizaines de sous-marins autonomes comme le Ghost Shark, armés d’un mélange de torpilles, de missiles et de mines, pourraient se cacher au large des côtes d’un ennemi ou se tenir à l’affût dans une voie navigable ou dans un goulot d'étranglement d’importance stratégique. Ils pourraient également être chargés de frapper des cibles que leurs systèmes d'exploitation alimentés par l’IA ont appris à reconnaître.

### Nom
Le nom officiel du drone a été annoncé par le contre-amiral Peter Quinn. Le sous-marin sans pilote sera connu sous le nom de Ghost Shark, un clin d’œil à l’avion sans pilote Boeing MQ-28 Ghost Bat développé par Boeing Australia pour la Royal Australian Air Force,,. Comme celui du Ghost Bat, le nom de Ghost Shark rend aussi hommage à la faune locale : c’est le nom vernaculaire des chimaeriformes, un type de requin indigène que l’on trouve dans les eaux du sud du continent australien, juste au large des côtes. On le trouve dans des eaux profondes, donc il est assez furtif, ce qui correspond bien à la furtivité attendue du véhicule autonome sous-marin.